# The Scandalous Four
The Scandalous Four je britský hraný film z roku 2011, který režírovala Christianne van Wijk. Snímek měl světovou premiéru na Londýnském festivalu nezávislých filmů.

## Děj
Anglie roku 1807. Penelope pochází z rodiny venkovské šlechty. Má věk na vdávání. Rodiče jí za manžela vyberou Jonathana Alexandera z bohaté rodiny, ona však tajně miluje zchudlého učitele na klavír Richarda Reynoldse. Po svatbě se odstěhují na Jonathanovo venkovské sídlo. Zde se setkává se svým komorníkem Georgem, kterého jí přenechal otec, aby se necítila zcela opuštěně. Vztah mezi novomanželi je oboustranně chladný a odtažitý. Penelope jednoho dne zjistí, že její manžel navázal milostný vztah s komorníkem Georgem. George, aby zmírnil napětí v domě, najme jako zahradníka Richarda Reynoldse. Když Jonathan zjistí vztah Penelope a Richarda, chce mu dát výpověď. Penelope však manžela konfrontuje s jeho vlastním vztahem ke Georgovi, kvůli kterému by jim oběma hrozil trest smrti. Časem nastane na panství harmonické soužití obou dvojic, avšak s vědomím naprostého utajení vůči okolí.

## Obsazení
| Samantha Hills       | Penelope Williams    |
| Meredith Colchester  | Jonathan Alexander   |
| Alistair Lock        | komorník George      |
| Jez Hughes           | Richard Reynolds     |
| Gayle Dudley         | Lady Jane Williams   |
| Robert Lock          | Lord Henry Williams  |
| Kristina Anne Howell | služebná Fanny       |
| Rebecca Kenny        | služebná Bessie      |
| Chris Butler         | farář Kendrick       |
| Nicola Dane          | Amelia               |
| Arwen Matthews       | Reginalda Hargreaves |
| Chris Tyler-Reeve    | Cuthbert Gelder      |